# تلفزة تونس 1
تلفزة تونس 1 (بالفرنسية: Tunisie Télévision 1 أو TT1)‏ هي قناة تلفزيونية تونسية خاصة، أسسها طارق البشراوي في 1 يونيو 2010 بعد عدة سنوات من انتظار الترخيص تحت حكم الرئيس زين العابدين بن علي. بعد الثورة التونسية في 2011، قوبل طلب القناة بالترخيص بالرفض من قبل الهيئة العليا المستقلة للاتصال السمعي البصري.

## روابط خارجية
- الصفحة الرسمية للقناة على الفيسبوك.